# Carex longibrachiata
Carex longibrachiata är en halvgräsart som beskrevs av Johann Otto Boeckeler. Carex longibrachiata ingår i släktet starrar, och familjen halvgräs. Inga underarter finns listade i Catalogue of Life.